# -ovo/-evo
-ovo/-evo este un sufix slav folosit adesea în toponime.

## Exemple
- Bulgaria: Sneagovo, Oreahovo, Gabrovo, Haskovo, Karlovo, Dulovo
- Serbia:  Kladovo, Kučevo, Kraljevo
- Rusia: Odințovo, Șciolkovo, Kstovo, Gukovo
- Bosnia și Herțegovina: Sarajevo